# Kay Linaker
Mary Katherine Linaker (Pine Bluff (Arkansas), 13 juli 1913 - Keene (New Hampshire), 18 april 2008), professioneel beter bekend als "Kay Linaker", "Kate Phillips" of "Kay Linaker-Phillips", was een Amerikaanse actrice en scenarioschrijver.

## Biografie
Linaker werd in 1913 geboren in Pine Bluff in de staat Arkansas. Ze studeerde af aan de New York University en speelde figurantenrollen op Broadway voordat ze een contract tekende met Warner Bros.
Gedurende de Tweede Wereldoorlog werkte ze bij het witte kruis, ze begon te schrijven voor The Voice Of America en het was ook rond deze tijd dat ze haar toekomstige echtgenoot Howard Phillips ontmoette, waarmee ze ook een zoon en een dochter had.
Ze verscheen ook in verschillende B-films in de jaren 30 en 40. Een van haar meest opmerkelijke rollen is die van "Wyn's wife" in de film Kitty Foyle.
Ze gebruikte haar getrouwde naam "Kay Phillips" voor haar werk als screenwriter, ze is het meest bekend als screenwriter van de film The Blob uit 1958.
Linaker ontving net zoals Steve McQueen voor de film slechts $150 dollar en 10% van de opbrengst van de film. geen van beiden heeft dat percentage ooit gekregen, terwijl de film en zijn remake miljoenen opbracht.
Linaker stierf in 2008 te Keene (New Hampshire) op de leeftijd van 94 jaar.